# Rotbeiniger Diebskäfer
Der Rotbeinige Diebskäfer (Ptinus rufipes) ist ein Käfer aus der Familie der Nagekäfer und der Unterfamilie der Diebskäfer. Die Gattung Ptinus ist in Europa mit sechs Untergattungen vertreten. Der Rotbeinige Diebskäfer gehört zur Untergattung Bruchoptinus, die in Europa elf Arten zählt.
Der Käfer ist nicht gefährdet und nicht geschützt, aber auch nicht schädlich.
| |                                           |                                                             |                                                             |                                                           |                                                           |
| Abb. 1: Männchen, verschiedenen Ansichten | Abb. 1: Männchen, verschiedenen Ansichten | Abb. 1: Männchen, verschiedenen Ansichten                   | Abb. 2: Weibchen, verschiedenen Ansichten                   | Abb. 2: Weibchen, verschiedenen Ansichten                 | Abb. 2: Weibchen, verschiedenen Ansichten                 |
| |                                           |                                                             |                                                             |                                                           |                                                           |
| Abb. 3: Tarsus rechtes Vorderbein | Abb. 3: Tarsus rechtes Vorderbein         | Abb. 4: viertes und fünftes Bauchsegment von seitlich-unten | Abb. 4: viertes und fünftes Bauchsegment von seitlich-unten | Abb. 5: Kopf ventral Kiefertaster grün, Lippentaster blau | Abb. 5: Kopf ventral Kiefertaster grün, Lippentaster blau |
| |                                           |                                                             |                                                             |                                                           |                                                           |
| Abb. 6: Mundwerkzeuge, links: Oberlippe, rechte Hälfte grün getönt Mitte: links linker Oberkiefer in Aufsicht, rechts rechter Oberkiefer von unten rechts: links Unterkiefer mit Kiefertaster, rechts (stärker als Kiefertaster vergrößert) Lippentaster |                                           |                                                             |                                                             |                                                           |                                                           |

## Bemerkungen zum Namen
Das Männchen wurde erstmals 1790 von Olivier unter dem noch heute für die Art gültigen wissenschaftlichen Namen Ptinus rufipes beschrieben. Die aus sieben Worten bestehende lateinische Kurzbeschreibung endet mit den  Worten antennis pedibusque rufis (lat. mit roten Fühlern und Beinen). Dadurch erklärt sich der Artname rūfipes von lat. rūfus, rot, und  pēs. Bein. Der deutsche Namensteil Rotbeinig ist die wenig gebräuchliche Übersetzung des wissenschaftlichen Artnamens. Die Beine sind auch eher rotbraun als rot.
Das Weibchen wurde von Illiger 1798 unter dem Namen Ptinus elegans als 4. Art der Gattung Ptinus beschrieben. Illiger erkannte, dass das zur Beschreibung vorliegende Exemplar ein Weibchen war, er war sich jedoch nicht bewusst, dass es das Weibchen von rufipes war. Er führte Ptinus rufipes als 2. Art der Gattung, vermerkte aber gleichzeitig in seiner Beschreibung von Ptinus elegans, dass ihm das Männchen zu Ptinus elegans nicht bekannt sei, obwohl er schon zwölf Weibchen gesehen habe. Der Artname élegans (lat.) bedeutet fein, geschmackvoll.
Die Gattung Ptīnus wurde bereits 1767 von Linné als 192. Gattung aufgestellt.  Aus der Beschreibung der Gattung geht nicht hervor, worauf sich der Gattungsname bezieht. Nach Schenkling ist von altgr. πτηνός  „ptenós“ für „befiedert“ abgeleitet und dadurch begründet, dass der Käfer Ptilinus pectinicornis, der gefiederte Fühler hat, von Linne zur Gattung Ptinus gerechnet wurde.

## Beschreibung des Käfers
Männchen und Weibchen haben verschiedene Form, Färbung und Behaarung. Beide werden drei bis 4,5 Millimeter lang, tragen den Kopf untergeschlagen, haben lange, nahe beieinander eingelenkte elfgliedrige Fühler, einen rundlichen Halsschild, der an der Basis abgeschnürt ist und nahe dem Vorderrand vier nebeneinander liegende Höcker zeigt, rotbraune Fühler und Beine und fünfgliedrige Tarsen, deren viertes Glied fein gelappt und etwas breiter als das dritte Glied ist (Abb. 3).
Die Oberlippe (Abb. 6 links) ist deutlich breiter als lang, ganzrandig und vorn dicht nach vorn gewölbt behaart. Der Oberkiefer (Abb. 6 Mitte) ist dick und dreiseitig mit einem Zähnchen an der Schneide. Der Kiefertaster ist in Abbildung 6 mit dem Unterkiefer abgebildet und in Abbildung 5 links grün getönt. Der Lippentaster ist in Abbildung 6 rechts mit dem zweiten Lippentaster zusammen abgebildet und in Abbildung 5 blau getönt. 
Beim Männchen (Abb. 1) ist der Körper schmal und gestreckt. Die Flügeldecken sind gemeinsam mit dem Hinterleib annähernd zylindrisch, die Seiten verbreitern sich nach hinten nur wenig. Der Körper ist schwarz bis braunschwarz, erscheint aber wegen der kurzen grauen Behaarung oberseits nahezu einfarbig hell graubraun. Nur das kleine Schildchen ist heller und durch die Ausrichtung der etwas längeren Behaarung der Höcker erscheinen diese etwas lebhafter gefärbt.
Die Fühler bestehen aus länglichen Gliedern, die ab dem dritten Glied zunehmend gestreckt zylindrisch sind. Die mittleren Glieder sind mehr als dreimal so lang wie breit. Die Fühler sind fast körperlang und vor allem gegen die Basis graubraun behaart.
Der Halsschild ist so breit wie der Kopf. Er ist fast walzenförmig und wenig länger als breit. Die Basis ist abgeschnürt. Der Halsschild trägt eine tiefe Längsrinne und auf jeder Seite davon noch eine weniger tiefe Rinne. Die innere Rinne ist durch einen Wall von den äußeren Rinnen getrennt. An die äußeren Rinnen schließt vorn nach außen je eine weitere Erhöhung an, sodass der Halsschild nebeneinander vier längliche stumpfe Höcker aufweist, die durch steife, kurze Börstchen noch betont werden.
Die Flügeldecken sind breiter als der Halsschild. Die Schulterecken sind rechtwinklig. Vertiefte Punkte bilden gerade Längsreihen, die Punktreihen werden aber durch die Behaarung undeutlich gemacht.
Das Weibchen (Abb. 2) wirkt dunkler als das Männchen. Die Flügeldecken sind gestreckt oval mit abgerundeten Schultern. Die Grundbehaarung ist gelblich bis dunkel und stärker abstehend als beim Männchen, weshalb sie die Körperfarbe weniger verdeckt. Weiße anliegende Haare bilden zwei Querbinden auf den Flügeldecken und je einen kleinen Fleck am Ende der Flügeldecken.
Die Fühler sind kürzer als der Körper und stärker behaart als beim Männchen.
Der Halsschild trägt ebenfalls vier Höcker, ist jedoch fast kugelförmig, die Behaarung der Höcker ist stärker als bei den Männchen ausgeprägt. Die mittleren Höcker sind kürzer und ebenso hoch wie die äußeren Höcker und liegen näher am Vorderrand als die äußeren Höcker.
Das Schildchen ist ebenfalls etwas heller behaart.
Die Flügeldecken sind länglich oval und stark gewölbt. Die Punktreihen sind wegen der wenig deckenden Grundbehaarung gut sichtbar. Die vordere weißgraue Binde liegt kurz hinter dem ersten Viertel der Flügeldeckenlänge. Sie ist schmal, zur Flügeldeckennaht hin nach vorn umgebogen und erreicht außen den Flügeldeckenrand. Die zweite Querbinde liegt hinter der Mitte und bildet ein Zickzack. Zwischen den beiden Binden erscheinen die Flügeldecken etwas dunkler als davor und dahinter, weil die Grundbehaarung dunkler ist.
Ein unscheinbares aber ungewöhnliches Merkmal des Weibchens findet man auf der Unterseite des Hinterleibs. In der Mitte des vierten Bauchsegments befindet sich ein punktförmiges Grübchen (grüne Pfeilspitze in Abb. 4). Aus diesem entspringen zwei feine, lange und abstehende Borsten.

## Biologie
Man findet die Art in lichten Laubwäldern, Parks, an Waldrändern und Hecken. Die Larve entwickelt sich in verpilztem Holz mit Weißfäule, insbesondere Buche und Hainbuche, aber auch in anderen Laubbäumen, alten Zaunpfählen und trockenem Rebholz. Der Käfer erscheint ab Ende Mai, die Entwicklung ist mindestens zweijährig.

## Verbreitung
Die Art ist in fast ganz Europa verbreitet, sie fehlt nur auf Island, in Portugal und auf dem Großteil der Mittelmeerinseln. In Mitteleuropa ist der Käfer eine der häufigsten Arten im Freiland, aber in höheren Gebirgslagen fehlt er.